# Río Gubs
El río Gubs (del ruso: Губс) es un río del krai de Krasnodar, en Rusia, afluente por la izquierda del río Jodz, que lo es del Labá, de la cuenca hidrográfica del Kubán.

## Curso
Tiene una longitud de 49 km y una cuenca de 250 km². Nace 7,6 km al sudeste de Vesioli y discurre en dirección nordeste pasando por Barakayevskaya, Gúbskaya, Proletarski, Vysoki y Pervomaiski. Sus principales afluentes son el Dzhigitlevka, el Kunak-Tau, el Psekef y el Griaznushka.  Desemboca en el Jodz a la altura de Pervomaiski, a 22 km de su desembocadura en el Labá.